# Igreja Paroquial de Meijinhos

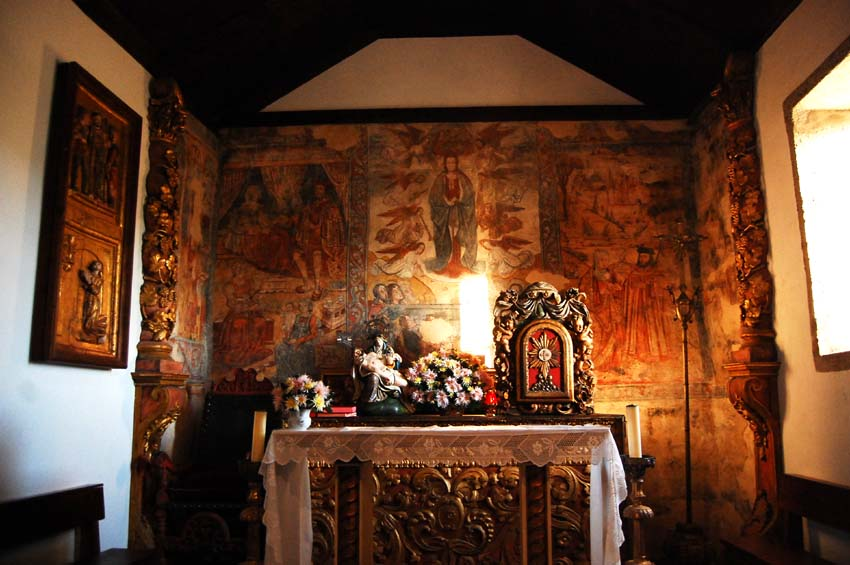
Altar-Mor e frescos da Igreja em forma de triptico.

A Igreja Paroquial de Meijinhos, ou Igreja de Nossa Senhora da Piedade, situa-se em Meijinhos, na atual União das Freguesias de Cepões, Meijinhos e Melcões, Município de Lamego, em Portugal.
A Igreja Paroquial de Meijinhos, juntamente com o adro e o cemitério estão classificados como Conjunto de Interesse Público desde 2011.

## História
Situada no topo de um outeiro onde outrora, por volta do século IV, se situou um acampamento romano a Igreja hoje dedicada a Nossa Senhora da Piedade foi inicialmente uma pequena ermida dedicada a São Brás.
Sendo consecutivamente alargada tomou a forma que hoje se conserva em meados do século XVII.
No seu interior foram recentemente descobertos por detrás de um altar-mor ricamente decorado em talha dourada e sob uma camada de estuque, frescos decorativos próprios da época renascentista (século XVI).
As pinturas murais representam todas elas momentos da vida da Virgem Maria ou com Ela relacionadas. Assim, na parede ao fundo em forma de tríptico: o do centro representa a Assunção de Nossa Senhora, ladeada por anjos músicos, tendo como suporte os doze apóstolos que rodeiam o sepulcro onde fora sepultada a Virgem e na parte de cima está representada a Santíssima Trindade (o Pai, o Filho e o Espírito Santo, em forma de pomba); o painel da direita supostamente representará Santa Isabel, prima de Maria, e seu esposo Zacarias, pais de São João Baptista; no painel da esquerda estará representada uma das visitas de Maria com o Menino à casa de seus pais, Santa Ana e São Joaquim.
Entre 1993 e 1998 foram recuperadas e encontram-se agora à disposição de quem as queira contemplar.